# 小池澄
小池 澄（こいけ きよし、1922年3月4日 - 2006年2月22日）は、日本の経営者。名古屋鉄道副社長、名鉄百貨店社長を務めた。

## 来歴・人物
愛知県出身。1946年に京都帝国大学法学部政治学科を卒業し、同年に名古屋鉄道に入社。1966年11月に取締役に就任し、常務、専務、代表取締役を経て、1978年6月に副社長に就任。1980年6月から1993年6月までに取締役相談役を務めた。
一方で、1979年5月に名鉄百貨店副社長に就任し、同年11月には社長に昇格。1995年5月に会長に就任し、1999年5月に取締役相談役を経て、2001年5月には相談役に就任。
1978年6月に運輸大臣表彰を受け、1982年11月に藍綬褒章を受章し、1992年4月に勲三等瑞宝章を受章。
2006年2月22日に呼吸不全のために死去。83歳没。